# عندما تصبح لي
عندما تصبح لي (بالإسبانية: Cuando seas mía)‏ هو تيلينوفيلا مكسيكية من تأليف فرناندو غايتان وخوسيه لويس دوران وبطولة عددٍ منَ الممثلين بما في ذلك سيلفيا نافارو وسيرخيو باسانييز. عرض على قناة ازتيكا 13 في 7 مايو 2001 إلى 12 مايو 2002.

## طاقم العمل
- سيلفيا نافارو بدور تيريزا سواريز دومينغيز "بالوما" / إيلينا أوليفاريس مالدونادو دي سانشيز سيرانو
- سيرخيو باسانييز بدور دييغو سانشيز سيرانو
- مارثا كريستيانا بدور بيرينيس ساندوفال بورتوكاريرو دي سانشيز سيرانو
- أنيت ميشيل بدور باربرا كاستريجون دي سانشيز سيرانو
- رودريجو عبد بدور فابيان سانشيز سيرانو فاليجو
- إيفانخلينا إليثوندو بدور السيدة إينيس أوجارت فدا. دي سانشيز سيرانو "ماماني"
- سيرخيو بوستامانتي بدور خوان فرانسيسكو سانشيز سيرانو أوجارت
- مارغريتا جراليا بدور أنجيلا فاليجو دي سانشيز سيرانو
- لورا باديلا بدور سوليداد سواريز دومينغيز دي موندرياني "تشولي"
- آنا سيراديلا بدور دانييلا سانشيز سيرانو دي ماكلين